# Кандела на квадратен метър
Кандела на квадратен метър (cd/m²) е мерна единица от системата SI за измерване на яркост. Нейният извънсистемен еквивалент – единицата нит (означение nt) често се ползва при оценяване яркостта на компютърните дисплеи, като обикновено е от 50 до 300 нита (sRGB-спецификациите за мониторите сочат 80 нита). Модерните плоски дисплеи (LCD и плазмени) често надвишават 300 cd/m² (или 300 nt).
Терминът „нит“ идва от на латински: nitere – блестя, светя.